# Řehenice
Řehenice (Duits: Rehenitz) is een Tsjechische gemeente in de regio Midden-Bohemen en maakt deel uit van het district Benešov.
Řehenice telt 544 inwoners (2025).

## Geografie
De gemeente bestaat uit de volgende plaatsen:
- Řehenice
- Babice
- Barochov
- Gabrhele
- Křiváček
- Malešín
- Vavřetice

Tot 31 juni 2006 behoorde Čakovice eveneens tot de gemeente. Op 1 juli van dat jaar werd het dorp, samen met het gehele kadastrale gebied Čakovice u Řehenic langs de Kamenickýbeek (Duits: Steindorfer Bach), bij de gemeente Týnec nad Sázavou ondergebracht.
Het gemeentehuis staat in de deelgemeente Křiváček. De Mokřanskýbeek (Duits: Mokerschaner Bach) loopt langs het dorp.

## Geschiedenis
De eerste schriftelijke vermelding van het dorp dateert van 1384.
Sinds 1 januari 2007 maakt Řehenice deel uit van het district Benešov. Voor die tijd was de gemeente ingedeeld bij het district Praha-východ.

## Verkeer en vervoer

### Autowegen
Řehenice is te bereiken via diverse regionale wegen. 

### Spoorlijnen
Er is geen station in de gemeente. Het dichtstbijzijnde station is in Pyšely, op zo'n zes kilometer afstand. Dat station ligt aan de spoorlijn van Praag naar Benešov.

### Buslijnen
Er zijn drie bushaltes in de gemeente:
| Halte              | Lijn(en) | Traject(en)                                                       | Vervoerder(s)           |
| ------------------ | -------- | ----------------------------------------------------------------- | ----------------------- |
| Řehenice, Babice   | 337 339  | Praag-Budějovická - Benešov Praag-Budějovická - Týnec nad Sázavou | Arriva City Arriva City |
| Řehenice, Dařbože  | 339      | Praag-Budějovická - Týnec nad Sázavou                             | Arriva City             |
| Řehenice, Křiváček | 337      | Praag-Budějovická - Benešov                                       | Arriva City             |

### Fietsroutes
De volgende fietsroute loopt door de gemeente:
- 0030: Senohraby - Pyšely - Doly - Nespeky

### Wandelroutes
De volgende wandelroute loopt door de gemeente:
- Blauw: Nespeky - Gabrhele - Praag-Ládví

## Voorzieningen
Er is een brandweerkazerne in Řehenice.

## Bezienswaardigheden
- Dorpskapel

## Galerij

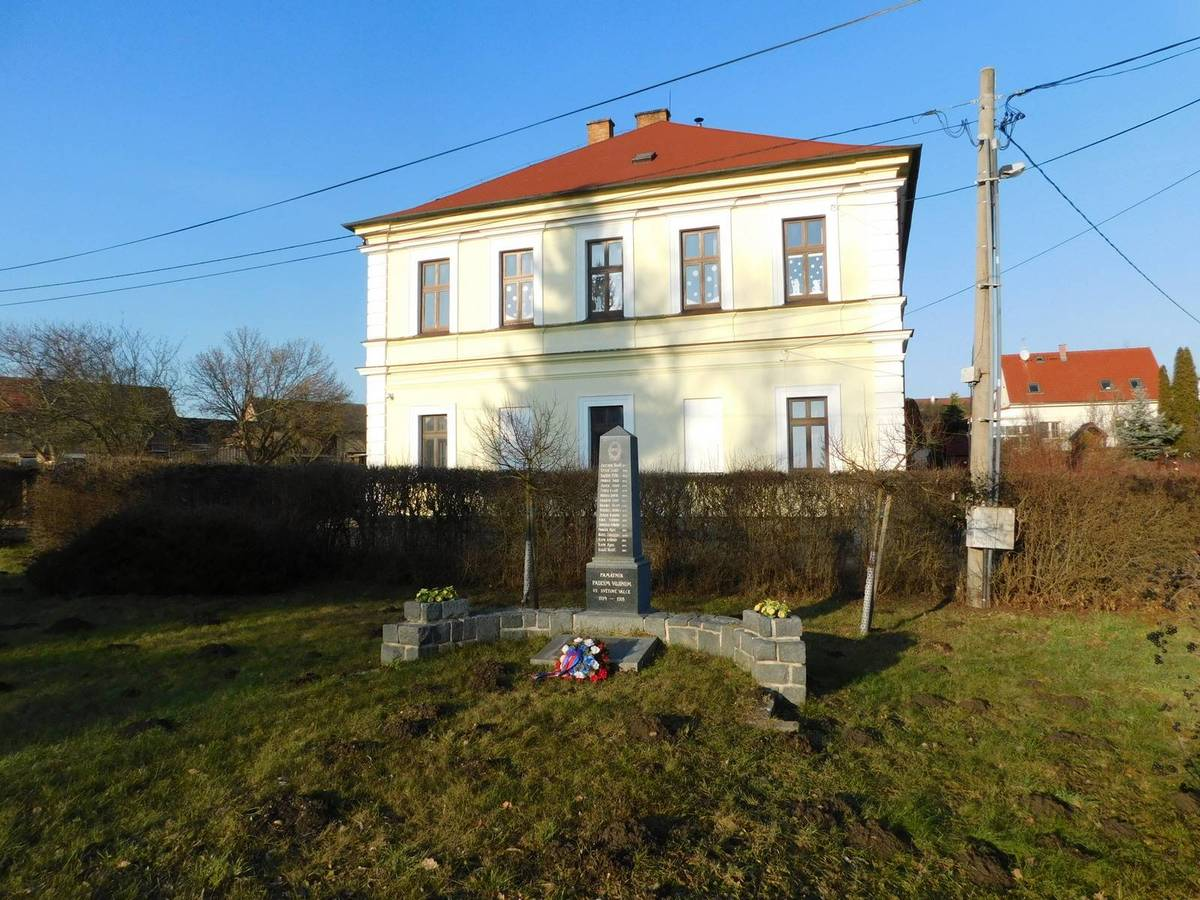
Oorlogsmonument (2021)
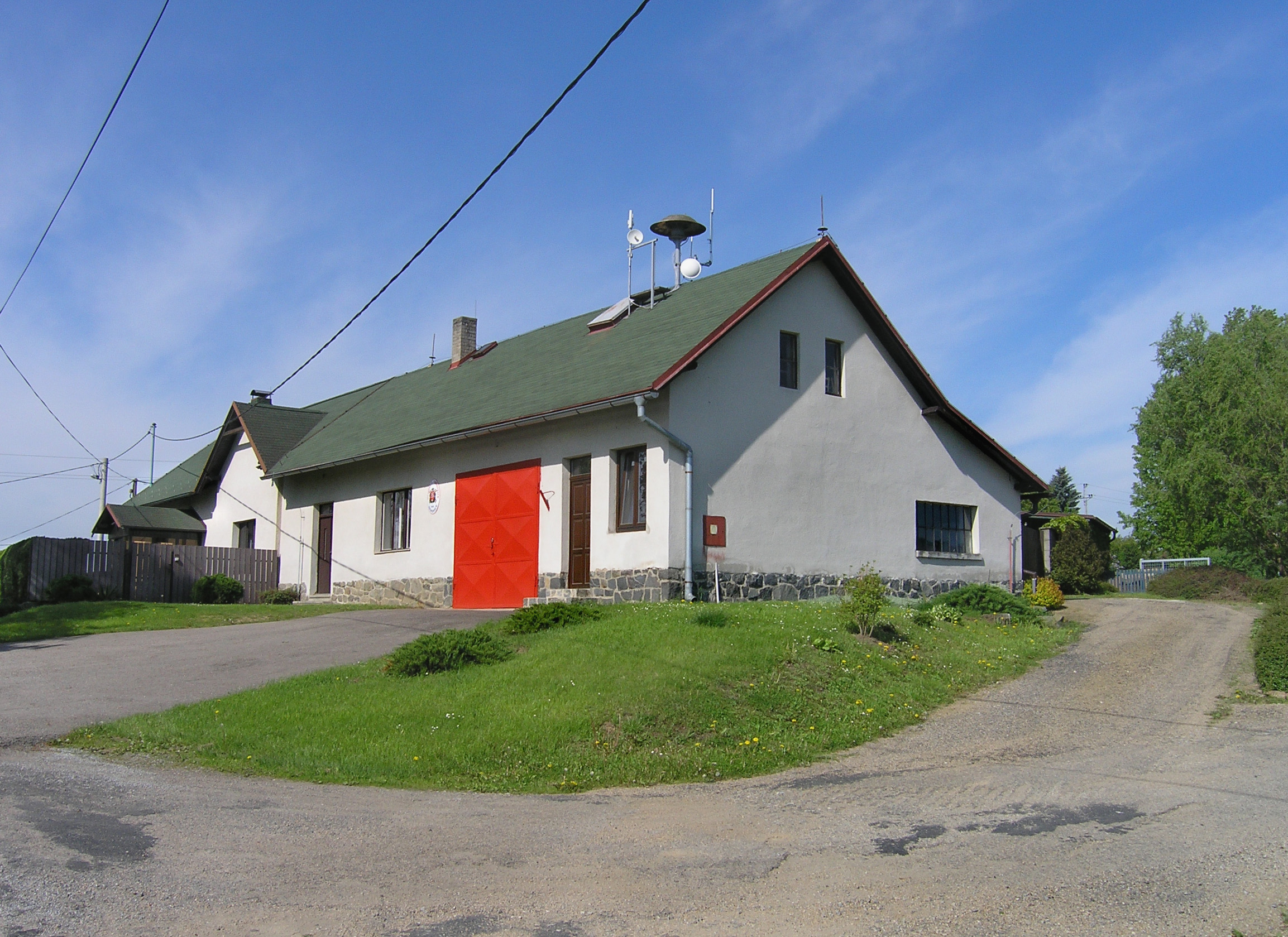
Brandweerkazerne (2013)
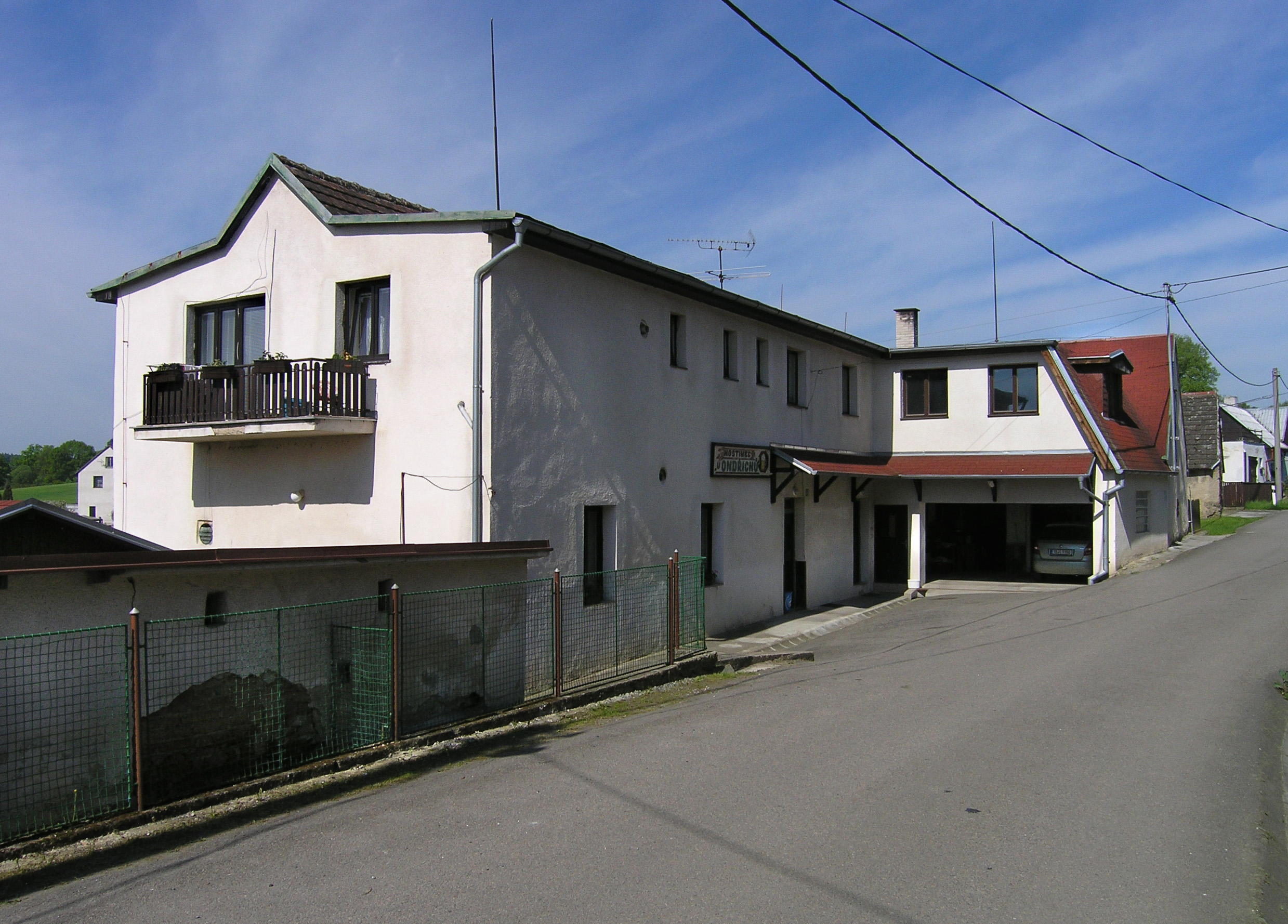
Voormalig restaurant (2013)
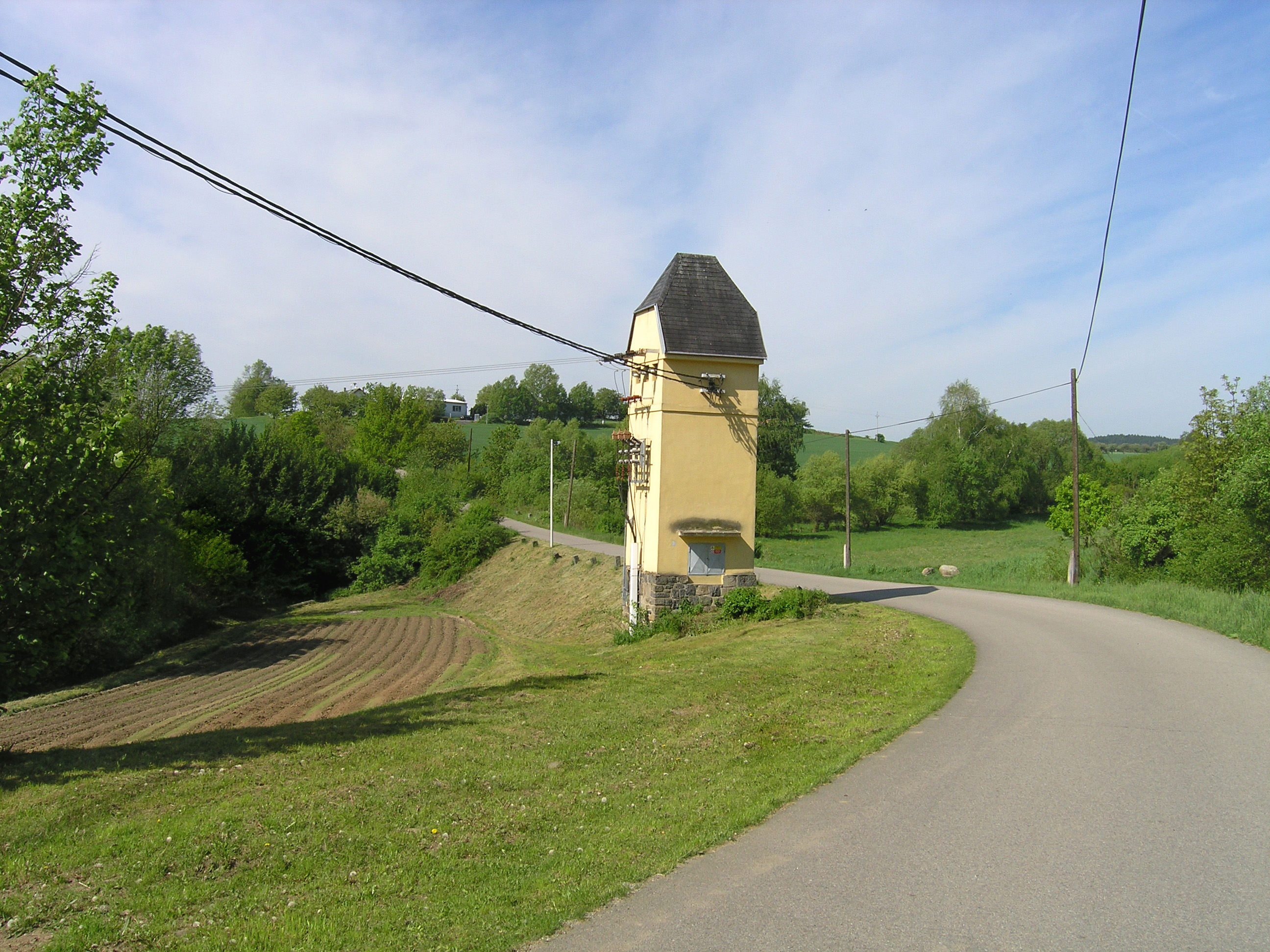
Transformatorstation (2013)
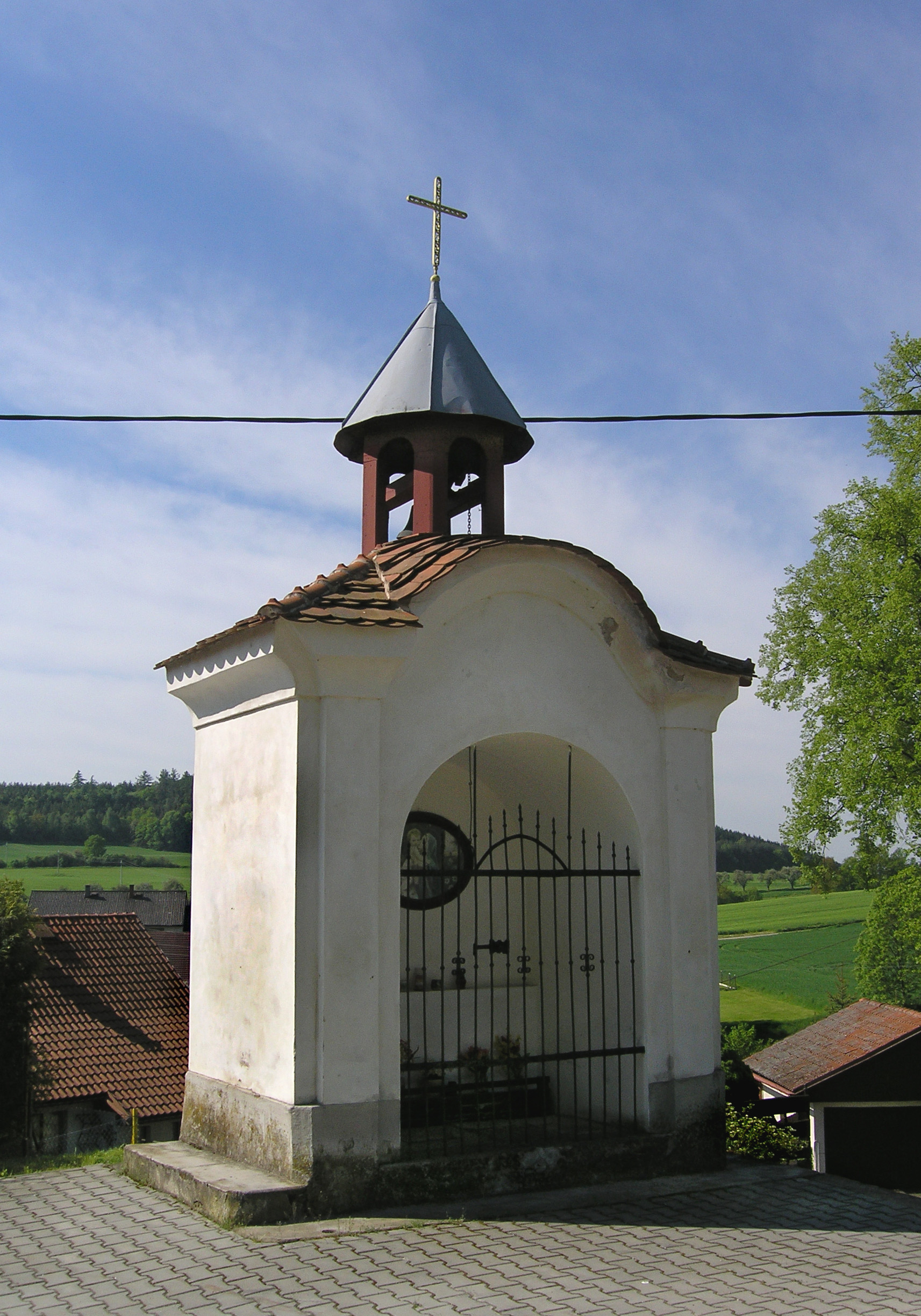
Dorpskapel (2013)